# Torre del Retiro
La Torre del Retiro es un rascacielos residencial situado en el barrio Niño Jesús del distrito de Retiro, en Madrid (España). El edificio es obra de Luis Gutiérrez Soto y fue construido entre 1969 y 1972.

## Detalles
En este edificio Gutiérrez Soto combina las terrazas ajardinadas con el contraste que produce el marrón del ladrillo visto. Se encuadra dentro de la solución ciudad jardín, vertical y abierta, que se podría comparar a la zona de Ciudad Lineal y Arturo Soria. Todos los pisos del inmueble están diseñados para que tengan vistas del parque del Retiro (tal como ocurre con la no muy lejana Torre de Valencia). El jardín exterior está orientado para recibir la mayor insolación. La torre está proyectada respetando los edificios cercanos como el hospital del Niño Jesús, de forma que no les haga sombra. En la planta baja se encuentran locales comerciales, oficinas en primera, apartamentos y viviendas en las restantes. En cada planta hay cuatro viviendas, cada una con una planta diferente y libre. El edificio en sí tiene una planta irregular con forma de «L»: de esta forma se consigue que todas las habitaciones y sus terrazas den al exterior. Cuenta con un único bloque central de escaleras y ascensores.
El edificio se levantó sobre los terrenos que antiguamente ocupaba la estación de Niño Jesús.